# اچ‌نوام‌اس الیدا (۱۸۸۰)
اچ‌نوام‌اس الیدا (۱۸۸۰) (به انگلیسی: HNoMS Ellida (1880)) یک کشتی بود. این کشتی در سال ۱۸۸۰ ساخته شد.